# Menachem Mendel Schneerson
Menachem Mendel Schneerson (in ebraico מנחם מנדל שניאורסון‎?; Mykolaïv, 5 aprile 1902 – Brooklyn, 12 giugno 1994) è stato un filosofo, mistico e rabbino ucraino naturalizzato statunitense, settimo ed ultimo Rebbe del movimento Chabad-Lubavitch.
Menachem M. Schneerson fu un rabbino ortodosso ed il settimo Rebbe (capo spirituale, nell'ebraismo chassidico) dei chassidim del movimento Chabad. Noto con l'appellativo di Lubavitcher Rebbe, o semplicemente come Il Rebbe, è stato l'ultimo capo religioso di Chabad-Lubavitch, quinto patrilinearmente dal ramo del terzo Rebbe, che portava il suo stesso nome.
Negli anni cinquanta, alla morte di suo suocero, Yosef Yitzchok Schneersohn (il sesto Rebbe), Menachem M. Schneerson assunse la guida di Chabad-Lubavitch, che diresse fino alla propria morte, avvenuta nel 1994. Ha grandemente allargato le attività internazionali del movimento ed ha fondato una rete di istituti (a fine 2006, in settanta nazioni) per diffondere la chassidut di Lubavitch tra gli ebrei, con l'espresso scopo di una "unità ebraica"

## Vita
Menachem Mendel Schneerson, nato il 5 aprile 1902 (11 Nisan 5662) a Nikolaev (Mykolaïv), Ucraina, fu il maggiore di tre figli del Rabbino Levi Yitzchak Schneerson, nota autorità di Cabala ebraica e Halakhah (Legge ebraica), che servì quale rabbino di Ekaterinoslav dal 1907 al 1939. I suoi fratelli minori furono Dov Bär e Yisroel Aryeh Leib.

### Primi anni
In gioventù Schneerson ricevette un'educazione ebraica privata. Studiò per un periodo con Rabbi Zalman Vilenkin e, quando raggiunse l'età di quattro anni e mezzo, Vilenkin informò suo padre di non aver altro da insegnargli.
Schneerson successivamente studiò indipendentemente con suo padre che fu da allora il suo insegnante principale. Studiò Talmud e letteratura rabbinica, insieme alle interpretazioni chassidiche della Cabala. Ricevette l'ordinazione rabbinica (semicha) dal Rogatchover Gaon, Rabbi Yosef Rosen.
Crescendo partecipò agli affari comunitari presso l'ufficio di suo padre, dove la sua istruzione secolare e la conoscenza della lingua russa lo rese molto utile nel lavoro amministrativo paterno. Si disse che fu anche interprete tra la comunità ebraica e le autorità russe in numerose occasioni.
Nel 1923, Schneerson visitò suo cugino di secondo grado Yosef Yitzchok Schneersohn. Fu forse quella la volta in cui incontrò la figlia di Schneersohn, Chaya Mushka. Si fidanzò con lei a Riga nel 1923 e la sposò cinque anni dopo, nel 1928, dopo esser tornato da Berlino. Il matrimonio si svolse a Varsavia e nell'annuncio matrimoniale su un quotidiano di Varsavia gli furono attribuite "numerose lauree accademiche". Dopo il matrimonio, gli sposi andarono a vivere a Berlino.

### Berlino
Si reputa che Schneerson "abbia ricevuto diverse lauree specialistiche a Berlino e più tardi a Parigi," ma il Professor Menachem Friedman è riuscito solo a trovare la registrazione di frequenza per un semestre e mezzo a Berlino: la partecipazione di Schneerson ai corsi era "nel registro degli studenti che frequentavano i corsi all'università senza riceverne i rispettivi crediti accademici."
Nel 1931, il fratello minore di Schneerson, Yisroel Aryeh Leib, si unì a lui a Berlino viaggiando con carte false sotto il nome di Mark Gurary per sfuggire ai sovietici. Quando arrivò, la famiglia si prese cura di lui poiché era seriamente ammalato di tifo. Frequentò lezioni all'Università di Berlino dal 1931 al 1933. Nel 1933, dopo l'ascesa al potere di Adolf Hitler in Germania e a seguito delle leggi antisemitiche, Schneerson aiutò Gurary a scappare da Berlino insieme alla futura moglie. Gurari si rifugiò nel Mandato della Palestina nel 1939 con Milgram e lì si sposarono. Nonostante il secolarismo di Gurary i due fratelli mantennero stretti contatti; Gurary diventò uomo d'affari in Israele e poi si trasferì in Inghilterra dove iniziò studi di dottorato all'Università di Liverpool. Morì nel 1951 prima di completare tali studi. Schneerson fece seppellire il fratello in Israele. I figli di Gurari, che sono i parenti viventi più stretti di Schneerson, attualmente risiedono in Israele.
Il fratello maggiore di Schneerson, DovBer, morì nel 1944, ucciso da collaboratori nazisti.

### Rabbi Soloveitchik
Rabbi Sholem Kowalsky, collega di Rabbi Joseph B. Soloveitchik, già vicepresidente della Agudas Harabbonim d'America e membro attivo del Consiglio Rabbinico d'America; Rabbi Herschel Schacter, già Capo della Conferenza dei Presidenti delle Maggiori Organizzazioni Ebraiche Americane; Rabbi Julius Berman, attuale Presidente del Consiglio d'Amministrazione RIETS; Rabbi Menachem Genack, Amministratore Rabbinico della Divisione Kashrus dell'Unione Ortodossa; e Rabbi Fabian Schoenfeld, già capo del Consiglio Rabbinico d'America (tutti studenti di Rabbi Soloveitchik) hanno confermato che Schneerson e Rabbi Joseph B. Soloveitchik si incontrarono per la prima volta mentre studiavano a Berlino. Si riunirono molte volte a casa di Rabbi Chaim Heller. Fu durante questi incontri che una forte amicizia si sviluppò e, come affermato da Soloveitchik a Rabbi Sholem Kowalsky, egli "fu un grande ammiratore del Rebbe." Rabbi Soloveitchik asserì quanto segue:
"Schneerson portava addosso sempre la chiave della mikvah quando frequentava le lezioni dell'università. Verso le due o le tre di ogni pomeriggio, dopo esser uscito dall'università, andava subito alla mikvah. Nessuno sapeva di questa sua abitudine ed io la scoprii per caso. In un'altra occasione gli offrii una bevanda ma lui la rifiutò. Quando insistetti venni a sapere che quel giorno stava digiunando. Era di lunedì e il Rebbe digiunava. Immaginatevi uno studente dell'Università di Berlino, totalmente immersa in studi secolari, che mantiene questa usanza della mikvah e del digiuno!"
Rabbi Zvi Kaplan asserisce che Rabbi Yitzchok Hutner si ricordò di essersi seduto con Schneerson e Soloveitchik ad una lezione su Maimonide presso questa università e, quando il lettore chiese l'opinione di Schneerson, Schneerson deferì a Soloveitchik.

### Francia
Nel 1933 Schneerson si trasferì a Parigi, in Francia. Studiò ingegneria meccanica e ingegneria elettronica all'École spéciale des travaux publics, du bâtiment et de l'industrie (ESTP), Collegio Tecnico di Montparnasse. Si laureò nel luglio 1937 e ricevette la licenza professionale per operare in tale capacità. In novembre 1937 si iscrisse all'Università di Parigi la Sorbona dove studiò matematica fino all'inizio della seconda guerra mondiale, nel 1939.
Schneerson visse principalmente all'indirizzo di 9 Rue Boulard nel 14º arrondissement di Parigi, nello stesso palazzo di sua cognata, Shaina, ed il marito, Mendel Hornstein, che studiava allo ESTP. Mendel Hornstein non superò gli esami finali e ritornò in Polonia con la moglie; furono uccisi a Treblinka insieme al loro bambino il 23 settembre 1941. Nel giugno 1940, dopo la caduta di Parigi, la famiglia Schneerson scappò a Vichy e successivamente a Nizza, dove rimase fino alla sua fuga dall'Europa.
Schneerson imparò a parlare il francese che usò proficuamente per rafforzare il suo movimento Chabad dopo la guerra che poi in Francia attrasse molti emigrati ebrei dall'Algeria, Marocco e Tunisia.

### Stati Uniti
Nel 1941 Schneerson scappò dalla Francia sulla nave Serpa Pinto, una delle ultime ad attraversare l'Atlantico prima del blocco tedesco delle U-Boot,, e si unì a suo suocero, Rabbi Yosef Yitzchok Schneersohn, nel quartiere di Crown Heights a Brooklyn, New York. Per cercare di contribuire allo sforzo bellico andò a lavorare nei cantieri navali di Brooklyn, ispezionando gli impianti elettrici delle navi in costruzione e in riparazione.
Nel 1942 suo suocero lo nominò direttore delle organizzazioni centrali del movimento Chabad-Lubavitch mettendolo alla guida della rete educativa ebraica negli Stati Uniti. Schneerson mantenne comunque un basso profilo nel movimento: una volta al mese teneva discorsi pubblici a beneficio dei seguaci di suo suocero.
Yosef Yitzchok Schneersohn morì nel 1950. I due candidati principali alla successione erano Schneerson e Rabbi Shemaryahu Gurary, il genero maggiore di Schneersohn. Schneerson rifiutò decisamente di accettare la guida del movimento per un anno intero dopo la morte del suocero. Però Schneerson aveva un seguito più vasto e sembrava più adatto di Gurary. Schneerson alla fine venne convinto ad accettare dalla moglie e dai seguaci.
Nel giorno dell'anniversario del trapasso di suo suocero, il 10 Shevat 1951, tenne un discorso chassidico (Ma'amar) e accettò ufficialmente di diventare il Rebbe.

## Attività e operato

### Assistenza ebraica
Schneerson reputava che il pubblico ebreo americano stesse cercando di saperne di più sulla propria discendenza e cultura ebraica. Dichiarò: "L'America non è perduta, voi non siete differenti. Voi americani desiderate ardentemente di conoscere, di sapere. Gli americani sono inquisitivi. È opinione dello Chabad che la mente americana sia terreno fertile, onesto, schietto, coltivabile per lo chassidismo, o semplicemente per il Giudaismo.". Schneerson affermava che gli ebrei non dovessero tenersi sulle difensive, ma dovessero invece scendere in campo per costruire istituzioni ebraiche, scuole, e sinagoghe. Schneerson disse che si doveva "svolgere i propri doveri e prendere l'iniziativa".
Schneerson pose straordinaria importanza sull'assistenza e la promozione religiosa. Fece considerevoli sforzi per intensificare programmi di divulgazione e pratica religiosa in modo che il suo movimento Chabad-Lubavitch fosse promotore di un ritorno alla religiosità ortodossa giudaica per tutti gli ebrei di tutte le provenienze ed estrazioni propugnando continuamente l'espansione dell'iniziativa baal teshuva.
L'operato di Schneerson incluse la formazione di migliaia di giovani rabbini Chabad e delle rispettive mogli che venivano poi inviati da lui come "emissari" shluchim in tutto il mondo a spargere il messaggio Chabad.
Schneerson supervisionò la costruzione di scuole, centri comunitari, campi per giovani e "Case Chabad" stabilendo contatti con ebrei facoltosi e con funzionari governativi di tutto il mondo.
Schneerson istituì anche un sistema di "campagne mitzvah" chiamate mivtzoim per incoraggiare gli ebrei a seguire le pratiche religiose del Giudaismo ortodosso. Tali pratiche erano dirette a mantenere la casherut, accendere le candele del Shabbat, studiare la Torah, indossare i tefillin, aiutare a scrivere il Sefer Torah e ad insegnare alle donne ad osservare le leggi di purezza ebraica (niddah) in famiglia. Lanciò inoltre una Campagna Noahide globale per promuovere l'osservanza delle "Sette Leggi di Noè" tra i gentili asserendo che coinvolgersi in questa campagna era un obbligo per tutti gli ebrei.
Le attività di Schneerson compresero vaste area geografiche stabilendo contatti con ebrei sefarditi in Nordafrica e in Iran.

### Attività politiche
In genere fu a favore della preghiera nelle scuole, "per la vita" (nella bioetica), pro-Israele e sostenitore dei valori della Bibbia dei quali fu sempre pubblicamente uno strenuo propugnatore.

### Israele
Schneerson non visitò mai lo Stato di Israele dove aveva molti ammiratori. Era sua opinione che, secondo le leggi ebraiche, era incerto se una persona che si trovasse in terra d'Israele avesse poi la facoltà di lasciarla. Uno dei presidenti di Israele, Zalman Shazar, di discendenza Chabad, visitò Schneerson e gli scrisse spesso. Menachem Begin, Ariel Sharon, Moshe Katsav e successivamente Benjamin Netanyahu lo incontrarono e chiesero consigli; così pure numerose altre personalità meno famose, politici, diplomatici, militari e produttori mass-media. Nelle elezioni che portarono Yitzhak Shamir al potere, Schneerson esortò pubblicamente i suoi seguaci e i membri del Giudaismo ortodosso al Knesset di votare contro l'allineamento laburista. Ciò attrasse l'attenzione dei media e la pubblicazione di articoli su Time, Newsweek e molti quotidiani e programmi TV creando notevoli controversie nella politica israeliana.
Durante la Guerra dei sei giorni nel 1967 e quella dello Yom Kippur del 1973 Schneerson pubblicamente esortò l'esercito israeliano (Israel Defense Forces o "IDF") a conquistare Damasco, in Siria, e il Cairo, in Egitto. Si oppose vivamente ai ritiri delle truppe IDF dai territori conquistati e a fare concessioni agli arabi.
Spinse i politici israeliani ad approvare la legislazione in accordo coi dettami delle leggi religiose ebraiche sulla questione di "Chi è ebreo?" e dichiarò che "solo colui che è nato da madre ebrea o convertito al Giudaismo secondo l'Halakhah è ebreo." Ciò causò furore negli Stati Uniti. Alcuni filantropi ebrei americani bloccarono i loro finanziamenti al Chabad Lubavitch dato che, nella maggioranza, erano legati ai movimenti dell'ebraismo riformato e dell'ebraismo conservativo. Queste idee poco popolari furono mitigate dai suoi assistenti; secondo Avrum Erlich, "la questione fu alla fine messa a tacere in modo da proteggere gli interessi finanziari di Chabad. Temi controversi, come compromessi territoriali in Israele che avrebbero potuto impedire a benefattori di donare quei fondi così necessari al movimento, furono spesso temperati, specialmente da ...Krinsky."

### Studio e ricerca
In merito allo studio biblico Schneerson è noto soprattutto per le sue importanti analisi ed esegesi chassidiche del commentario alla Torah del Rashi che furono trascritte dai suoi assistenti. Sulle materie halakhiche normalmente deferiva le decisioni ai membri del Beth Din di Crown Heights diretto da Rabbi Zalman Shimon Dvorkin e consigliò al movimento a fare lo stesso in caso di sua morte.
Schneerson era noto per i suoi lunghi discorsi che faceva regolarmente ai suoi seguaci in riunioni pubbliche senza usare note. Tali discorsi solitamente si centravano sulle porzioni settimanali della Torah e venivano poi trascritti da seguaci chiamati choizerim e distribuiti ampiamente. Molti di essi venivano riveduti e corretti da lui stesso e distribuiti in tutto il mondo in forma di libriccini, poi raccolti nella serie di volumi intitolata Likkutei Sichot. Rispose anche a migliaia di domande scritte e a lettere che gli chiedevano consigli su problemi di vario genere. Tale corrispondenza è stata pubblicata in Igrot Kodesh, parzialmente tradotta in lingua inglese col titolo "Letters from the Rebbe" (Lettere dal Rebbe). La sua corrispondenza comprende più di duecento volumi, già pubblicati.
Sebbene Schneerson raramente decidesse di coinvolgersi in questioni di Halakhah (leggi ebraiche) alcune eccezioni includono l'"uso" di elettrodomestici durante lo Shabbat, usare barche a vela con marinai ebrei e dilemmi halakhici creati dall'attraversamento della Linea internazionale del cambio di data.

### "770"
Schneerson raramente lasciò Crown Heights a Brooklyn eccetto quando andava a visitare la tomba di suo suocero a Queens New York. Un anno dopo la morte di sua moglie, Chaya Mushka, nel 1988, quando fu trascorso l'anno ebraico tradizionale di lutto, si trasferì nello studio sopra la sinagoga centrale Lubavitch, al 770 Eastern Parkway.
Da tale luogo Schneerson diresse il lavoro dei suoi emissari e si coinvolse nello sviluppo particolareggiato del suo movimento. I suoi ruoli pubblici comprendevano le celebrazioni dette farbrengen (riunioni) durante gli Shabbat, le feste ebraiche, e i giorni speciali del calendario Chabad quando predicava lunghi sermoni alle folle chassidiche. Negli ultimi anni, tali sermoni venivano trasmessi via satellite o TV via cavo in tutte le sedi internazionali Lubavitch.

## Ultimi anni
Nel 1977 Schneerson subì un pesante infarto miocardico mentre celebrava la cerimonia hakafot per la Simchat Torah. Nonostante gli insistenti tentativi dei medici per convincerlo a cambiar parere si rifiutò di farsi ricoverare in ospedale. Ciò rese necessario costruire un mini-ospedale presso la sua residenza al "770". Sebbene non sia apparso in pubblico per molte settimane Schneerson continuò a tenere i suoi discorsi dallo studio via intercom. Il giorno di Rosh Chodesh Kislev uscì dal suo studio per la prima volta dopo un mese e andò a casa. I suoi seguaci celebrano tuttora questa data come una festa ogni anno.
Nel 1983, in occasione del suo ottantesimo compleanno, il Congresso degli Stati Uniti proclamò tale giorno come "Education Day in USA" e lo onorò con la Decorazione Nazionale d'Onore.
Poiché il movimento si stava sviluppando in maniera sempre più vasta e gli impegni di Schneerson crescevano di conseguenza egli cominciò a limitare la pratica di incontrare individualmente i suoi seguaci in ufficio. Nel 1986 Schneerson sostituì gli incontri personali, noti come yechidut, con una fila di ricevimenti al "770". Quasi tutte le domeniche migliaia di persone si mettevano in fila per incontrare brevemente Schneerson e ricevere da lui una banconota da un dollaro che doveva essere donata ai poveri. Coloro che gli passavano davanti coglievano l'occasione per chiedergli consiglio o una benedizione. Ci si riferisce a tale evento come "Sunday Dollars" (i dollari domenicali)
Dopo la morte di sua moglie, nel 1988, Schneerson si ritirò da alcune funzioni pubbliche. Per esempio non fece più i discorsi di fine settimana ma tenne riunioni ogni Shabbat. In seguito redasse tali discorsi nella serie di volumi Sefer HaSichos.

### Fervore "Moshiach"
Nel 1991, dichiarò ai suoi seguaci: "Ho fatto tutto il possibile per far arrivare il Messia, ora passo a voi tale missione; fate tutto ciò che potete per farlo arrivare!" Iniziò quindi una campagna per l'arrivo dell'età messianica tramite "atti di bontà e gentilezza" e alcuni dei suoi seguaci pubblicarono annunci sui mass media, tra i quali un annuncio a tutta pagina sul New York Times, esortando tutti a prepararsi per l'imminente arrivo del Messia con opere di bene.

### Disordini di Crown Heights
Nel 1991 Schneerson fu coinvolto direttamente nello scoppio dei disordini di Crown Heights nel suo quartiere di Crown Heights. I disordini iniziarono quando un'auto che accompagnava la sua scorta — al ritorno da una delle sue regolari visite al cimitero per pregare sulla tomba del suocero — accidentalmente investì due bambini afroamericani, uno dei quali morì. Durante tali disordini un giovane laureato ebreo australiano Yankel Rosenbaum fu ucciso, molti membri Lubavitch furono picchiati gravemente e diverse proprietà distrutte; inoltre la folla tirò sassi e bottiglie contro gli ebrei oltre le barriere di polizia.

### Ultima malattia
Nel 1992 Schneerson subì un grave attacco di cuore mentre pregava sulla tomba del suocero. Il colpo lo rese invalido, paralizzandogli la parte destra del corpo con sopraggiunta inabilità verbale. Continuò comunque a rispondere per iscritto a migliaia di quesiti e richieste di benedizioni da tutto il mondo. I suoi segretari gli leggevano le lettere e lui indicava le risposte con movimenti della testa e della mano abile.
Nonostante il peggioramento di salute Schneerson rifiutò di lasciare il "770". Dopo alcuni mesi di malattia gli fu approntata una piccola stanza con finestre e un balcone che dava sulla sinagoga principale. Ciò gli permise di pregare coi suoi fedeli, iniziando dalle funzioni di Rosh Hashana, e di apparire tra di loro dopo le funzioni aprendo una finestra o venendo portato sul balcone.
La malattia finale causò una divisione tra i due gruppi di assistenti che differivano nelle loro raccomandazioni su come si dovesse curare Schneerson, coi due gruppi capeggiati rispettivamente da Leib Groner e Yehuda Krinsky. Gli assistenti dibattevano se Schneerson avesse la stessa fisiologia degli altri esseri umani e se si dovesse lasciare che la malattia facesse il suo decorso senza interferenze. Krinsky sosteneva che si dovessero usare tutti i più moderni mezzi di trattamento medico mentre Groner affermava che "interferenze esterne nella situazione medica del Rebbe può essere pericolosa quanto l'astensione dalle cure. La sua malattia viene vista come un elemento di rivelazione messianica; interferire con lo stato fisico di Schneerson potrebbe quindi incidere col processo redentivo che deve invece avere suo decorso naturale."

## Morte e sepoltura
Schneerson morì e fu sepolto il 12 giugno 1994 (3 Tammuz 5754) vicino a suo suocero Rabbi Yosef Yitzchok Schneersohn, al Cimitero Montefiore nel Queens, New York. Un Ohel fu costruito su entrambe le tombe. Entrando nell'Ohel il sesto Rebbe è sepolto a destra e il settimo Rebbe a sinistra. Fondato dal filantropo Rabbi Joseph Gutnick di Melbourne, Australia, il Centro Ohel Chabad Lubavitch sul Francis Lewis Boulevard, Queens, New York, si trova vicino all'Ohel dei rebbe.
Il Congresso e il Presidente degli Stati Uniti hanno dichiarato che il genetliaco di Schneerson — usualmente un giorno di marzo o aprile che coincide con la data ebraica del suo compleanno, 11 Nisan — venga osservato come giorno Education and Sharing Day negli Stati Uniti.
Il presidente degli Stati Uniti Donald Trump ha visitato l’Ohel del Rebbe.

### Medaglia d'Oro del Congresso Americano
Dopo la morte di Schneerson, la Camera dei Rappresentanti degli Stati Uniti propose una mozione — sponsorizzata dai Rappresentanti Chuck Schumer, John Lewis, Newt Gingrich, e Jerry Lewis, e da altri 220 membri del Congresso americano — per assegnare in modo postumo a Schneerson la Medaglia d'Oro del Congresso degli Stati Uniti d'America. Il 2 novembre 1994 la mozione fu unanimemente approvata da entrambe le Camere onorando Schneerson per i suoi "straordinari contributi all'educazione mondiale, alla moralità e per le importanti azioni di carità". Alla cerimonia della Medaglia Il Presidente Bill Clinton formulò le seguenti parole:
L'eminenza dello scomparso Rebbe quale guida morale della nostra nazione è stata riconosciuta da tutti i Presidenti a partire da Richard Nixon. Per oltre due decenni il movimento del Rabbi ha compreso oltre 2000 istituzioni educative, sociali e mediche in tutto il mondo. Noi (il Governo degli Stati Uniti) riconosciamo il ruolo profondo che Rabbi Schneerson ha avuto nell'espansione di tali istituzioni.

## Successione
Schneerson diede istruzioni testamentarie affinché dopo la sua morte venisse nominato successore Rabbi Chaim Yehuda Krinsky, importante personalità Chabad e direttore dell'organizzazione Agudas Chasidei Chabad; al [[2024
]] però nessun successore è stato nominato e diversi problemi sono sorti su tale nomina anche a causa del fatto che molti membri del movimento credono fortemente che il Rebbe sia ancora vivo e sia l'atteso messia.

## Opere
Rabbi Schneerson ha scritto e pubblicato solo tre libri:
- Hayom Yom - Un'antologia di aforismi e usanze Chabad ordinate secondo i giorni dell'anno.
- Haggadah Im Likkutei Ta'amim U'minhagim - La Haggadah con commentario scritto da Schneerson.
- Sefer HaToldot - Admor Moharash - Biografia del quarto Rebbe Lubavitcher, Rabbi Shmuel Schneersohn.

Note e scritti personali:
- Reshimot - 10 volumi del diario personale di Schneerson, scoperto dopo la sua morte. Include note dei suoi discorsi prima del 1950, lettere ad accademici ebrei, note sulla Tanya (libro), pensieri su svariati temi ebraici (2.190 pp.)

Suoi discorsi e lettere, trascritti da altri e riveduti da Schneerson:
- Likkutei Sichot - 39 volumi di discorsi sulle porzioni settimanali della Torah, Feste ebraiche, e altri temi. (16.867 pp.)
- Igrot Kodesh - 28 volumi di lettere in (HE)  e yiddish (11.948 pp.)
- Hadran al HaRambam - Commentario sulla Mishneh Torah.
- Sefer HaSichot - 10 volumi di discorsi, 1987-1992. (4.136 pp.)
- Sefer HaMa'amarim Melukot - 6 volumi di discorsi chassidici.
- Letters from the Rebbe - 5 volumi di lettere in (EN) .
- Chidushim UBiurim B'Shas - 3 volumi di racconti sul Talmud.

Compilazioni inedite di discorsi e scritti:
- Sefer HaShlichut - 2 volumi di consigli e insegnamenti shluchim.
- Torat Menachem - 34 volumi (HE)  Maamarim e Sichos degli anni 1950-1962 (circa 4 nuovi volumi all'anno). Dovevano comprendere il periodo 1950-1981.
- Sichot Kodesh - 60 volumi yiddish Sichos (1950-1981).
- Torat Menachem Hitva'aduyot - 43 volumi di Sichot e Ma'amarim (1982-1992). (Basati su note dei partecipanti, non controllati da Rabbi Schneerson.)
- Sefer HaMa'amarim discorsi chassidici - circa 24 voll. (1951-1962, 1969-1977).
- Biurim LePeirush Rashi - 5 volumi che comprendono sommari dei suoi discorsi a commento di Rashi sulla Torah.
- Heichal Menachem - Shaarei - 34 volumi di discorsi ordinati per argomento e secondo le feste ebraiche.
- Torat Menachem - Tiferet Levi Yitzchok - 3 volumi di spiegazioni tratte dai suoi discorsi su certe annotazioni criptiche di suo padre.
- Biurim LePirkei Avot - 2 volumi a sommario dei suoi discorsi sul Trattato della Mishna, "Etica dei Padri".
- Yein Malchut - 2 volumi di discorsi sulla Mishneh Torah.
- Kol Ba'ei Olam - Discorsi e lettere sulla Campagna Noachica.
- Hilchot Beit Habechira LeHaRambam Im Chiddushim U'Beurim - Discorsi sulle Leggi del Sacro Tempio della Mishneh Torah.
- HaMelech BeMesibo - 2 volumi di discussioni varie.
- Torat Menachem - Menachem Tzion - 2 volumi di discorsi sul lutto.

Collezioni ed esoterica:
- Heichal Menachem - 3 volumi.
- Mikdash Melech - 4 volumi.
- Nelcha B'Orchosov
- Mekadesh Yisrael - Discorsi e immagini di cerimonie matrimoniali celebrate dal Rebbe.
- Yemei Bereshit - Diario del primo anno alla guida del movimento, 1950-1951.
- Bine'ot Deshe - Diario della visita e discorsi al Campo Gan Israel, New York.
- Tzaddik LaMelech - 7 volumi di lettere, note scritte, aneddoti e altro.

L'Esoterica continua ad essere distribuita in occasione di eventi particolari, tipo matrimoni e altre cerimonie.

### Siti storiografici

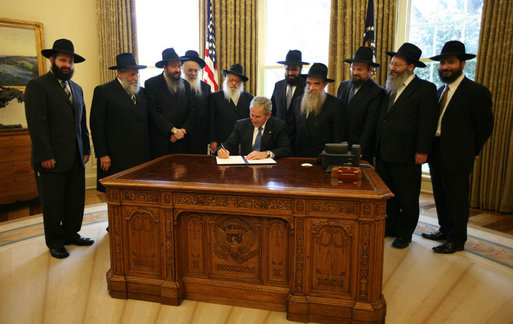
George W. Bush firma l'approvazione dello Education & Sharing Day, circondato da una rappresentanza internazionale di rabbini Chabad.